# Khaybar
Khaybar ou Khaïbar (en arabe : خَـيـبـر) est une ville et une oasis d'Arabie saoudite, située dans le Hedjaz à 150 kilomètres de Médine. La ville comptait 267 000 habitants en 2004.

## Histoire
Les oasis des déserts du nord de l'Arabie sont habitées par des populations sédentaires dès les IVe-IIIe millénaires avant l'ère commune. En 2023, une fortification remontant à cette période est découverte entourant l'oasis de Khaybar, l'une des plus longues connues à ce jour (14,5 km dont 5,9 km conservés et comportant 74 bastions). Cette oasis fortifiée est, avec celle de Tayma, l’une des deux plus vastes en Arabie saoudite,. Ce rempart, qui remonte à l'âge du bronze, entre 2250 et 1950 av. J.-C., n'avait jamais été détecté auparavant en raison du profond remaniement du paysage désertique local au fil du temps.
Dès l'époque romaine, des Juifs vivent dans la péninsule Arabique et mettent l'oasis en culture. Vers 600, Khaybar est habitée principalement par des Juifs, riches des plantations de palmiers dattiers, du commerce et de l'artisanat.
En 628-629, la ville est le siège de la bataille de Khaybar, qui oppose Mahomet et ses guerriers aux habitants juifs. Après la victoire des musulmans, la plupart des Juifs qui n'ont pas été tués ou fait captifs (ou, surtout, captives) doivent quitter l'oasis en abandonnant leurs biens. Ceux qui restent (en acceptant de consentir la moitié de leurs récoltes) seront expulsés peu après par le calife Omar (634-644)[réf. nécessaire].